# Viliam Hýravý
Viliam Hýravý, (ur. 26 listopada 1962 w Rużomberku), były słowacki piłkarz, występujący na pozycji napastnika. W swojej karierze grał w klubach ZVL Žilina, w czeskim Baniku Ostrawa, francuskim Toulouse FC, ponownie Baniku, Dukli Bańska Bystrzyca, MŠK Žilina oraz MFK Ružomberok. W reprezentacji Czechosłowacji wystąpił 11 razy, ale nie udało mu się ani razu trafić do bramki przeciwnika. Wraz z Czechosłowacją występował na MŚ 1990 rozgrywanych we Włoszech.